# Cuckfield
Cuckfield är en ort och civil parish i Storbritannien.   Den ligger i grevskapet West Sussex och riksdelen England, i den södra delen av landet, 60 km söder om huvudstaden London. Cuckfield ligger 113 meter över havet och antalet invånare är 3 339.
Terrängen runt Cuckfield är huvudsakligen platt. Cuckfield ligger uppe på en höjd. Runt Cuckfield är det tätbefolkat, med 319 invånare per kvadratkilometer. Närmaste större samhälle är Crawley, 11,7 km norr om Cuckfield. Trakten runt Cuckfield består i huvudsak av gräsmarker.